# Miguel Ayuso
Pour les articles homonymes, voir Ayuso.
Ne doit pas être confondu avec Miguel Ángel Ayuso Guixot.
Miguel Ayuso Torres, né à Madrid en 1961, est un juriste et philosophe du droit espagnol traditionaliste, professeur de science politique à l’université pontificale de Comillas.

## Biographie
Né à Madrid en 1961, il fut auditeur de guerre (es) des Forces armées espagnoles à partir de 1984, qu’il intégra par concours dans le Corps juridique militaire (es). Il fut letrado (haut fonctionnaire juriste) du Tribunal constitutionnel espagnol entre 1993 et 2000.
Il est directeur scientifique du Consejo de Estudios Hispánicos Felipe II (Conseil d’études hispaniques Philippe II) et directeur de la revue Verbo. Il dirige les Anales de la Fundación Francisco Elías de Tejada (Annales de la Fondation Francisco Elías de Tejada) depuis 1995.
En novembre 2009 il fut élu président de l’Unión Internacional de Juristas Católicos (Union internationale des juristes catholiques), poste qu’il occupa jusqu’en 2019. Il fut de plus secrétaire politique de Sixte-Henri de Bourbon-Parme, régent de la Communion traditionaliste (es) entre 2004 et 2010.
Investi docteur honoris causa par l’université d'Udine et l’université Inca Garcilaso de la Vega (en),, il a été président du Groupe sectoriel en Sciences politiques de la Fédération internationale des universités catholiques de Paris et vice-président de l’Institut international d'études européennes Antonio Rosmini à Bolzano.
Il fut le dernier disciple d’Eugenio Vegas Latapié, impulseur de la revue Acción Española, dont il fut un proche ami. Il fut également influencé par Juan Vallet de Goytisolo, Álvaro d'Ors, Rafael Gambra, Leopoldo Eulogio Palacios (es), Vicente Marrero, Francisco Canals Vidal, José Pedro Galvão de Sousa, Frederick Wilhelmsen (en), Osvaldo Lira, Rubén Calderón Bouchet et, plus spécialement, Francisco Elías de Tejada, dont il diffusa l’œuvre à travers la fondation qui porte son nom
Ayuso est défenseur d’un droit naturel non réduit aux droits de l'homme et partisan de la nécessité de rechercher le fondement du droit public par-delà le constitutionnalisme. Il se déclare « ferme défenseur de l'unité catholique de l'Espagne et du principe légitimiste qui s’est également engagé dans sa défense, face aux déviations "conciliaires" et aux défaillances dynastiques, contribuant au maintien du carlisme dans toute sa pureté ». Partisan du rite tridentin, il participa aux journées de l’abbaye Notre-Dame de Fontgombault en 2001, sous la présidence du cardinal Ratzinger,.
Entre 2010 et 2013, il participa au programme de télévision Lágrimas en la lluvia (es), présenté par l’écrivain traditionaliste Juan Manuel de Prada sur Intereconomía.

### Polémiques
Après la promotion d’Ayuso au grade de colonel en 2013, le journal El País et la chaîne de télévision La Sexta publièrent diverses nouvelles et reportages le concernant. El País le qualifia à cette occasion de « juge ultra ». Le journaliste Gabriel Ariza du média catholique InfoVaticana (en) parla à ce sujet de « campagne de harcèlement ».
En raison de déclarations faites à propos de la Constitution espagnole de 1978, qu’Ayuso qualifia de « pseudo-constitution sans principes » et de la  loi pour la réforme politique de 1976 — qui permit la fin de la dictature franquiste et la transition vers une monarchie parlementaire et démocratique — qu’il présenta comme un « piège », il fit l’objet d’une procédure disciplinaire dans l’Armée pour « faute grave », qui fut classée sans suite car on considéra que ces propos étaient protégés par la liberté d'expression. Après ces incidents il passa à la réserve.
À l’occasion de cette affaire, un article d’El País dit à son sujet, : « Auteur d’une vingtaine de livres, les thèses d’Ayuso sont agrémentées de références historiques et se montrent compréhensives avec le Franquisme. Le colonel qualifia la répression du régime de Francisco Franco de "légale" mais "sévère" et qualifia la Guerre civile de "croisade" en 2007 au cours d’une conférence à Guadalajara (Mexique). En une autre occasion, il compara la loi pour la réforme politique de 1976 avec la norme qui donna des pouvoirs dictatoriaux à Adolf Hitler en 1933 ».

## Œuvre
Il est l’auteur de plus de 20 livres, 70 chapitres d’œuvres collectives et 300 articles publiés dans des revues spécialisées. Il a également collaboré dans différents journaux.
- La obra de Vicente Marrero vista por la crítica (Las Palmas, 1989).
- Breve, sucinta y directa relación del primero de los viajes con que alcanzaron fama el Licenciado Ayuso y el Bachiller Cayón (Tolosa, 1990).
- La filosofía jurídica y política de Francisco Elías de Tejada (Madrid, 1994)[11].
- ¿Después del Leviathan? Sobre el Estado y su signo (Madrid, 1996).
- Estampas de Chile (Madrid, 1996).
- Koinos. El pensamiento político de Rafael Gambra (Madrid, 1998)[12].
- Comunidad humana y tradición política. “Liber amicorum” de Rafael Gambra (Madrid, 1998).
- El ágora y la pirámide. Una visión problemática de la Constitución española (Madrid, 2000). Traduit en italien (Turín, 2004).
- Ocaso o eclipse del Estado, (Madrid, 2005)
- De la ley a la ley. Cinco lecciones sobre legalidad y legitimidad (Madrid, 2001). Traduit en français (Paris, 2008).
- Las murallas de la Ciudad. Temas de pensamiento tradicional hispánico (Buenos Aires, 2001).
- El derecho natural hispánico: pasado y presente (Cordoue, 2001).
- Chesterton, caballero andante (Buenos Aires, 2001).
- La cabeza de la Gorgona. De la hybris del poder al totalitarismo moderno (Buenos Aires, 2001).
- Qué es el carlismo: una introducción al tradicionalismo hispánico (Buenos Aires, 2005)
- ¿Ocaso o eclipse del Estado? Las transformaciones del derecho público en la era de la globalización (Madrid, 2005).
- État en crise et globalisation (París, 2006).
- Dalla geometria legale-statualistica alla riscoperta del diritto e della politica (Madrid, 2006).
- La política, oficio del alma (Buenos Aires, 2007).
- Carlismo para hispanoamericanos. Fundamentos de la unidad política de los pueblos hispánicos (Buenos Aires, 2007).
- La constitución cristiana de los Estados (Barcelone, 2008).
- Estado, ley y conciencia, (Madrid, 2010)
- El Estado en su laberinto (Barcelone, 2011).
- El problema del poder constituyente. Constitución, soberanía y representación en la época de las transiciones, (Madrid, 2012)
- Consecuencias político-jurídicas del protestantismo a los 500 años de Lutero (Madrid, 2016)
- Constitución. El problema y los problemas (Madrid, 2016).
- De la democracia avanzada a la democracia declamada (Madrid, 2018)
- La Hispanidad como problema: Historia, cultura y política (Madrid, 2018)
- ¿Transhumanismo o posthumanidad? La política y el derecho después del humanismo (ouvrage collectif, Madrid, Barcelone, Buenos Aires, São Paulo, 2018)
- La autodeterminación, (Madrid, 2020)
- De la crisis a la excepción (y vuelta) Perfiles jurídico-políticos, (Madrid, 2021)
- El derecho público cristiano en España (1961-2021) Sesenta años de la Ciudad Católica y la Revista Verbo, (Madrid, 2022)
- ¿El pueblo contra el Estado? Las tensiones entre las formas de gobierno y el Estado, (Madrid, 2022)